# جان کمبل-جونز
مایکل جان چرچیل کمبل-جونز (انگلیسی: Michael John Churchill Campbell-Jones؛ زادهٔ ۲۱ ژانویهٔ ۱۹۳۰ در لیترهید، ساری) رانندهٔ سابق مسابقات اتومبیل‌رانی فرمول یک اهل بریتانیا است که از فصل ۱۹۶۲ تا ۱۹۶۳ در مجموع در دو گراند پری شرکت کرد، اما موفق به کسب هیچ امتیازی نشد.